# Poem
Poemul este o specie a poeziei epice, de întindere relativ mare, cu caracter eroic, filozofic, istoric, mitologic, legendar etc., în care se povestesc fapte mărețe săvârșite de personaje însuflețite de sentimente nobile.
Este și o specie lirică sub forma unor proze scurte în care se renunță la caracteristicile tradiționale ale poeziei. Exemple: Cântarea României de Alecu Russo, Ferestrele de Charles Baudelaire etc.